# メルビル湖
メルビル湖（Lake Melville）はカナダ東部・ラブラドール半島の東海岸にある、東西に長いフィヨルド状の湖。ラブラドル海から食い込んだハミルトン湾からつながっており、その潮汐の影響を受ける。面積は3,000平方km、長さは140km。南西端にはこの湖に注ぐチャーチル川の河口があり、ラブラドール地方の中心で空軍基地の町ハッピーバレー・グースベイ（Happy Valley-Goose Bay）がある。
大河チャーチル川、およびナスコーピ川（Naskaupi River）が注ぎ、その大きな河口となっている。メルビル湖とハミルトン湾は山々に囲まれており、周囲の主な集落はハッピーバレー・グースベイ、ノースウェストリバー（Northwest River）、シェシャツィウ（Sheshatshiu）である。
メルビル湖とハミルトン湾の沿岸はフェリーで結ばれ、カートライト（Cartwright）、ハッピーバレー・グースベイ、リゴレット（Rigolet）など多くの共同体や集落を結んでいる。
メルビル湖の名はスコットランドの大政治家、初代メルビル子爵ヘンリー・ダンダス（1742年 - 1811年）から取られている。